# Gottfried Kinkel
Pour les articles homonymes, voir Kinkel.
Gottfried Kinkel, de son nom complet Johann Gottfried Kinkel (11 août 1815 à Oberkassel (Bonn) - 13 novembre 1882 à Zurich) est un théologien protestant Allemand, écrivain, auteur de chants religieux et homme politique dans le mouvement démocratique.

## Biographie

### Jeunesse et mariage
Kinkel est le fils d'un pasteur qui lui donne son prénom et de son épouse Sibylla Marie Beckmann. En 1831, après avoir passé son Abitur, Kinkel s'inscrit en théologie à l'université de Bonn. En 1834, il migre à Berlin où il continue à étudier la théologie jusqu'en 1835. Dans les années 1836 à 1838, il passe avec succès les examens requis au Consistoire à Coblence et à la faculté de théologie à Bonn, à laquelle il appartient à partir de 1837 en tant que professeur d'histoire chrétienne.

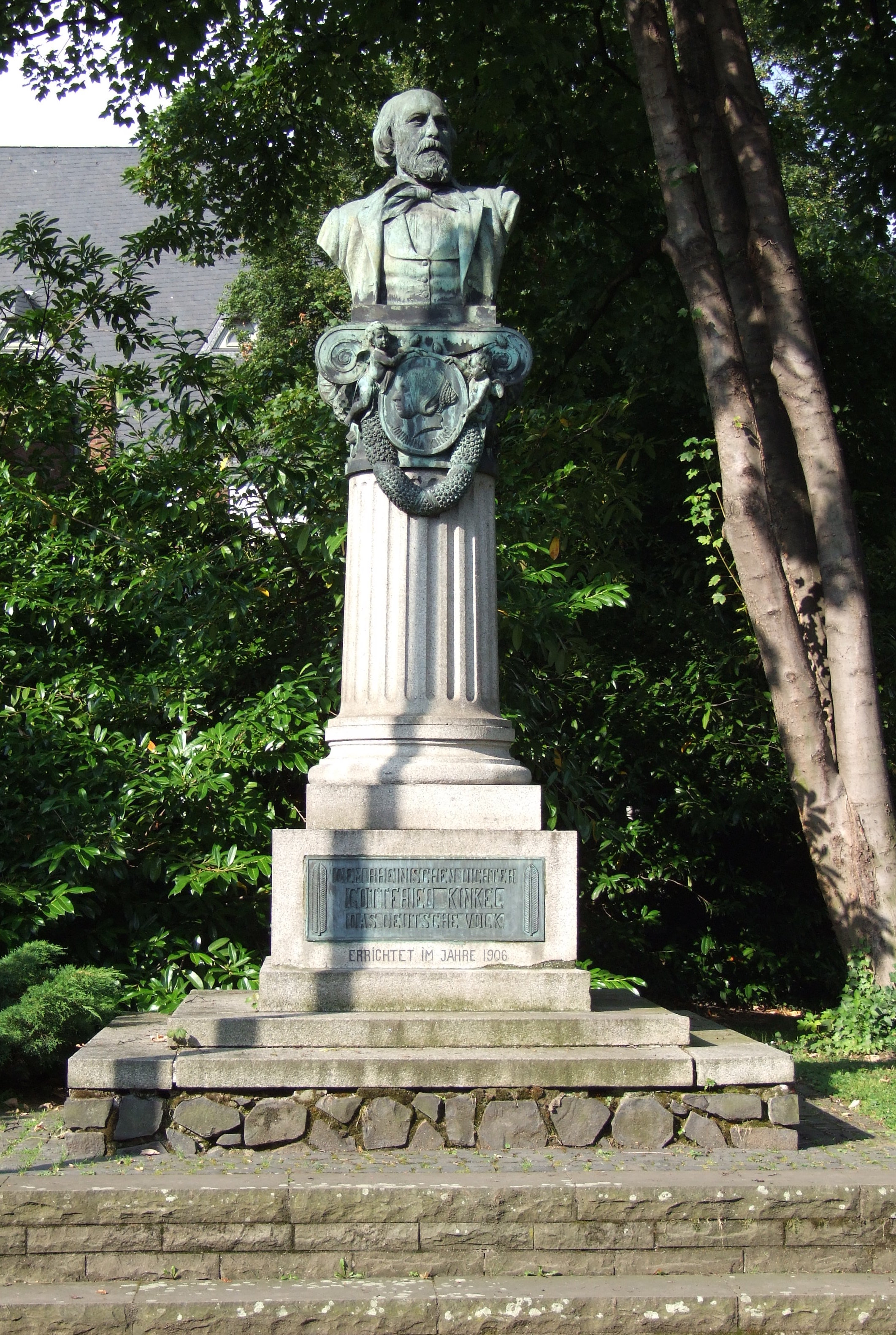
Monument dans sa ville natale d'Oberkassel (1906)

Début 1839, il rencontre la fille de son ancien professeur Peter Mockel, Johanna, qui est compositeur et poète et que Nietzsche qualifiait de « meilleure amie du monde ». Cette relation devient bientôt un sujet de conversation dans toute la ville, car Johanna non seulement est catholique, mais est séparée de son mari. Mais au mois de septembre, ils forment un couple. Lors d'une traversée du Rhin, l'embarcation chavire, et Kinkel sauve la jeune femme, qui ne sait pas nager. Le scandale s'amplifie quand Johanna, à qui sa religion interdit un remariage, se convertit à la confession protestante. Comme le Code Napoléon, qui est en vigueur à cette époque en Rhénanie, prescrit 36 mois d'abstinence entre le divorce et le remariage et que l'époux de Johanna ne consent au divorce qu'en 1840, le mariage avec Kinkel n'eut lieu qu'en 1843. Emmanuel Geibel, un ami commun, est témoin.

### Premiers engagements politiques
Le 29 juin 1840, Gottfried et la future Johanna Kinkel fondent ensemble à Bonn, avec Sebastian Longard et Andreas Simons, le Maikäferbund (littéralement : « le groupe du hanneton »), un cercle littéraire qui existe jusqu'en mai 1847.
Après son mariage, Kinkel n'est plus fiable aux yeux de la faculté de théologie, dont il est détaché le 28 novembre 1845 pour rejoindre la faculté de philosophie. À partir de 1846, Kinkel exerce comme professeur extraordinaire d'histoire de l'art et de la littérature à l'Université de Bonn.
Deux ans plus tard, en 1848, il devient rédacteur du Bonner Zeitung. Le 31 mai de la même année, il fonde l'association démocratique de Bonn. Le 5 février 1849, il est élu à l'assemblée nationale prussienne en tant que candidat démocrate de la circonscription Bonn-Sieg. Et bientôt, porté l'insatisfaction politique générale, il devient le personnage emblématique de ceux qui voulaient fonder une république. Le 19 janvier 1850, il est mis en accusation pour sa participation à l'attaque de mai 1849 contre l'armurerie de Siegburg mais est acquitté le 2 mai 1850 par la cour d'assise de Cologne.

### Activité révolutionnaire
En 1849, Kinkel prend part à la révolution de Bade. Après la défaite de l'armée révolutionnaire à Rastatt, il est capturé par les troupes prussiennes à Gaggenau. Il est d'abord emprisonné dans les casemates de Rastatt, puis dans la tour de l'hôtel de ville de Karlsruhe. Le 4 août, le tribunal de guerre prussien le condamne à la prison à vie, alors que son ami Carl Schurz évite l'emprisonnement à Rastatt en fuyant par une canalisation. Il est ensuite décidé qu'il purgerait sa peine dans une prison civile et non militaire. Il est transféré d'abord à Bruchsal puis dans la prison prussienne de Naugard en Poméranie. Après le procès à Cologne sur l'attaque de l'armurerie de Siegburg, il est emmené en mai 1850 dans la prison de Spandau. Kinkel, presque du jour au lendemain, devient un martyr de la révolution. Dans de nombreuses villes se forment des « comités Kinkel » qui rassemblent de l'argent pour aider sa famille.
En secret, Carl Schurz lui apporte aussi son soutien, jusqu'à ce que, au cours de la nuit de 6 au 7 novembre 1850, il organise son évasion spectaculaire de la prison de Spandau à Berlin. Les deux amis traversent le Mecklembourg, passant par Rostock et Warnemünde, d'où ils prennent le 17 novembre 1849 un bateau pour le Royaume-Uni : le 1er décembre 1850, ils accostent à Édimbourg d'où ils gagnent Londres par le train. En janvier 1851, Johanna Kinkel, accompagnée de ses quatre enfants, rejoint son mari à Londres. En septembre, Kinkel gagne les États-Unis, entre autres pour réunir des fonds pour une armée de libération, sur l'idée de Giuseppe Mazzini. Il arrive le 14 septembre 1851 à New York y reste jusqu'au 25 février 1852. Il y retrouve d'autres révolutionnaires allemands, notamment Friedrich Hecker, qui a entrepris de vivre en paysan mais avec lequel il se lie d'amitié. Pendant ce temps, sa famille reste à Londres. En mars 1852, Kinkel est de retour à Londres où il devient professeur d'histoire littéraire au Hyde-Park-College, puis au Bedford College.

### Contribution à l'histoire de l'art
Le 15 novembre 1858 son épouse Johanna meurt à la suite de problèmes cardiaques. Peu après, Kinkel fonde à Londres le journal germanophone Hermann, dont il devient le rédacteur en chef. Il abandonne cette fonction dès l'été 1859 ; cependant, le journal se développe avec succès sous la direction de son successeur Ernst Juch et devient plus tard le Londoner Zeitung, qui parait jusqu'en 1914. En 1860, Kinkel épouse Minna Werner, qui vit à Londres mais vient de Königsberg. En 1861, le gouvernement britannique le charge des conférences sur l'histoire de l'art ancien et moderne au South Kensington Museum. Il représenta ainsi le socle de l'histoire de l'art en tant que discipline en Grande-Bretagne. Il est nommé en 1863 examinateur à l'université de Londres.
Il fonde l'année suivante avec son ami D. Leitner le Verein für Wissenschaft und Kunst à Londres (littéralement, l'« association pour la science et l'art »).
En 1866, il accepte un poste de professeur d'histoire de l'art à l'École polytechnique fédérale de Zurich, établissement précurseur dans le principe de l'université populaire. Il y fonde peu après le Cabinet zurichois des gravures.
Gottfried Kinkel meurt le 13 novembre 1882 à Zürich après une longue maladie, sans bénéficier d'amnistie de la part de l'État prussien. Il est enterré dans le cimetière zurichois de Sihlfeld. La rue Kinkel dans le sixième arrondissement de Zurich a reçu son nom.

## Œuvre
- Die Ahr. Landschaft, Geschichte und Volksleben ; zugleich ein Führer für Ahrreisende, 1846. (lire en ligne)
- Gedichte, Cotta, Stuttgart, 1852.
- Doktor Ypocras, 1877.
- Der Grobschmied von Antwerpen, 1842.
- König Lothar von Lotharingien oder gekränktes Recht, 1842.
- König und Dichter, 1851.
- Das Mosaik in der Kunstgeschichte, 1876.
- Otto der Schütz. Eine rheinische Geschichte in zwölf Abenteuern, (Cotta'sche Handbibliothek, Bd. 171). Cotta, Stuttgart et Tübingen, 1846
- Predigten über auserwählte Gleichnisse und Bildreden Christi, nebst Anhang einige Festpredigten (1842)
- Tanagra. Idyll aus Griechenland, Wertermann, Braunschweig, 1883.
- Vom Rhein, 1847.